# Opius wattacooanus
Opius wattacooanus är en stekelart som beskrevs av Fischer 1965. Opius wattacooanus ingår i släktet Opius och familjen bracksteklar. Inga underarter finns listade i Catalogue of Life.